# 东大街道 (萍乡市)
东大街街道，是中华人民共和国江西省萍乡市安源区下辖的一个乡镇级行政单位。

## 行政区划
东大街街道下辖以下地区：
张家大屋社区、南外社区、小桥社区、新建社区和东外社区。